# Marskramerpad
Het Marskramerpad (LAW 3) is een langeafstandswandelpad of LAW dat de Duitse grensplaats Bad Bentheim met Den Haag (Scheveningen) verbindt over een lengte van 372 kilometer. Het pad wordt beheerd door Wandelnet. De Hanzeweg van de NWB is in het Marskramerpad opgenomen. Het pad sluit aan op de Duitse wandelroute Töddenweg, waarmee het de Handelsweg vormt en onderdeel is van de Europese Wandelroute E11.

## Verloop
Het eerste deel is het (grotendeels) Nederlandse deel van de Handelsweg, dat loopt van Osnabrück naar Deventer. Dit deel begint voor Kasteel Bentheim en loopt door een afwisselend landschap over het licht glooiende land van Salland en Twente.
Het tweede deel loopt van Deventer naar Amersfoort en kruist de Veluwe van oost naar west. Komende vanuit het IJsseldal loopt de route naar de bossen rond Hoenderloo en via de heide en stuifzanden tussen Kootwijk en Stroe richting de Gelderse Vallei.
Het laatste deel vanaf Amersfoort loopt eerst over de zandgronden in het Gooi en de Utrechtse Heuvelrug, vervolgens door het laagveenlandschap van het Groene Hart om via de duinenrij te eindigen bij het Kurhaus te Scheveningen.

## Etappes
| etappe | van            | naar           | lengte (km) |
| ------ | -------------- | -------------- | ----------- |
| 1      | Bad Bentheim   | Oldenzaal      | 25,5        |
| 2      | Oldenzaal      | Borne          | 17,0        |
| 3      | Borne          | Delden         | 17,6        |
| 4      | Delden         | Rijssen        | 21,1        |
| 5      | Rijssen        | Holten         | 11,6        |
| 6      | Holten         | Lettele        | 17,1        |
| 7      | Lettele        | Deventer       | 19,1        |
| 8      | Deventer       | Klarenbeek     | 19,1        |
| 9      | Klarenbeek     | Hoenderloo     | 20,4        |
| 10     | Hoenderloo     | Kootwijk       | 17,4        |
| 11     | Kootwijk       | Veenhuizerveld | 18,4        |
| 12     | Veenhuizerveld | Terschuur      | 13,6        |
| 13     | Terschuur      | Amersfoort     | 23,4        |
| 14     | Amersfoort     | Maartensdijk   | 18,4        |
| 15     | Maartensdijk   | Breukelen      | 20,5        |
| 16     | Breukelen      | Noorden        | 17,2        |
| 17     | Noorden        | Rijnsaterwoude | 16,8        |
| 18     | Rijnsaterwoude | Leiden         | 21,5        |
| 19     | Leiden         | Wassenaar      | 19,7        |
| 20     | Wassenaar      | Scheveningen   | 19,0        |

## Fotogalerij

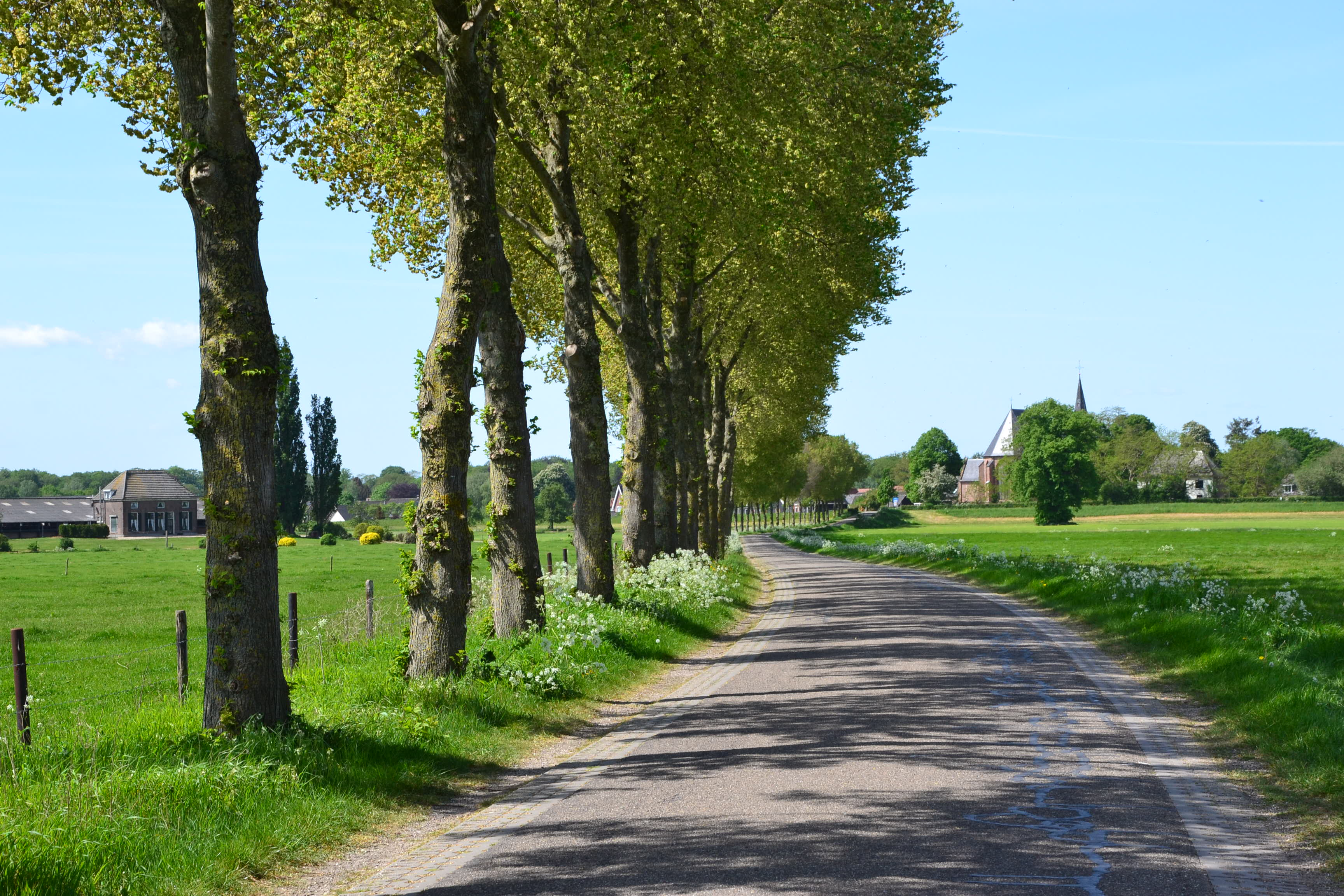
Ten oosten van Wilp
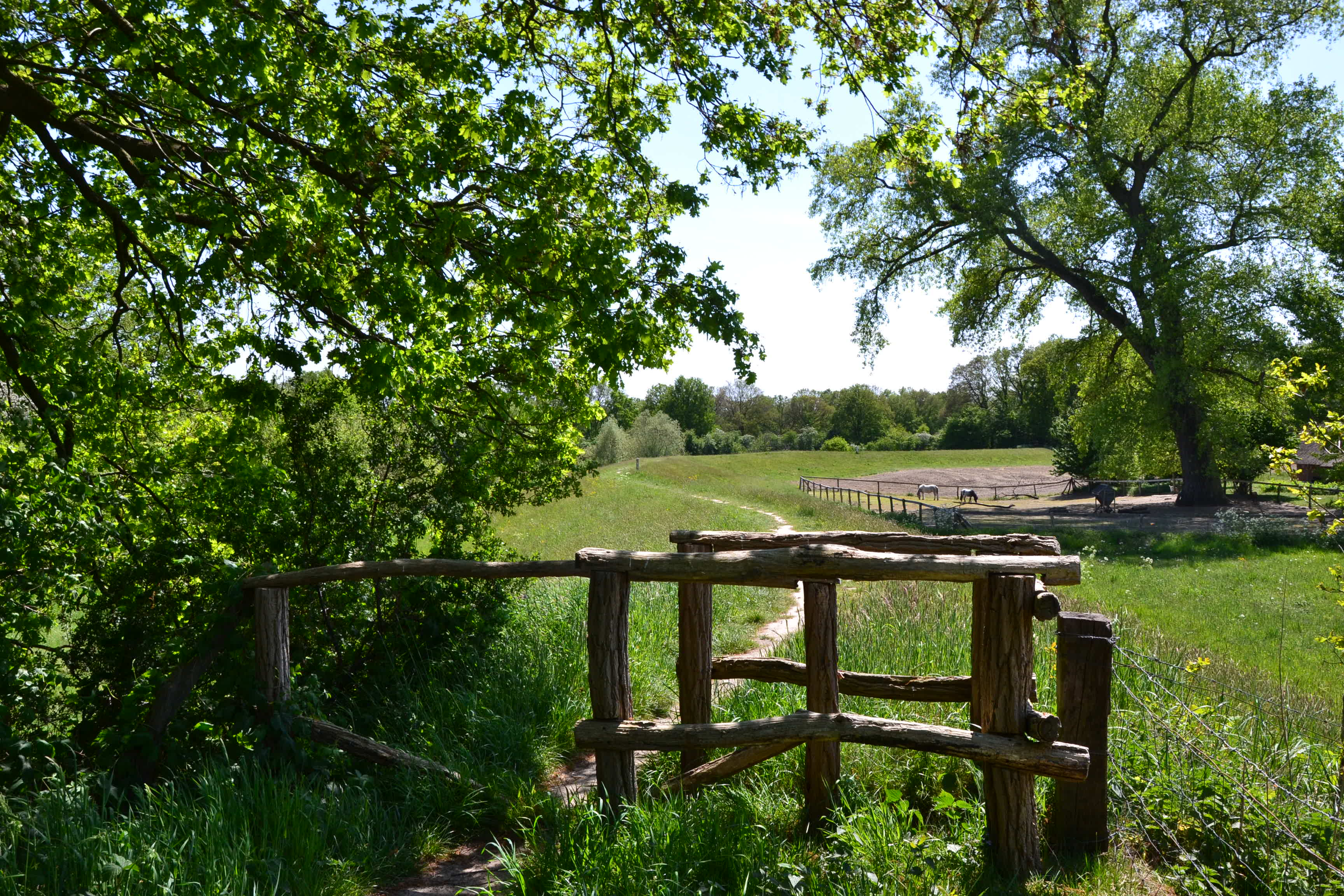
Landgoed De Poll, ten noorden van Voorst
Bij overweg van de Veluwsche Stoomtrein Maatschappij, ten oosten van Beekbergen
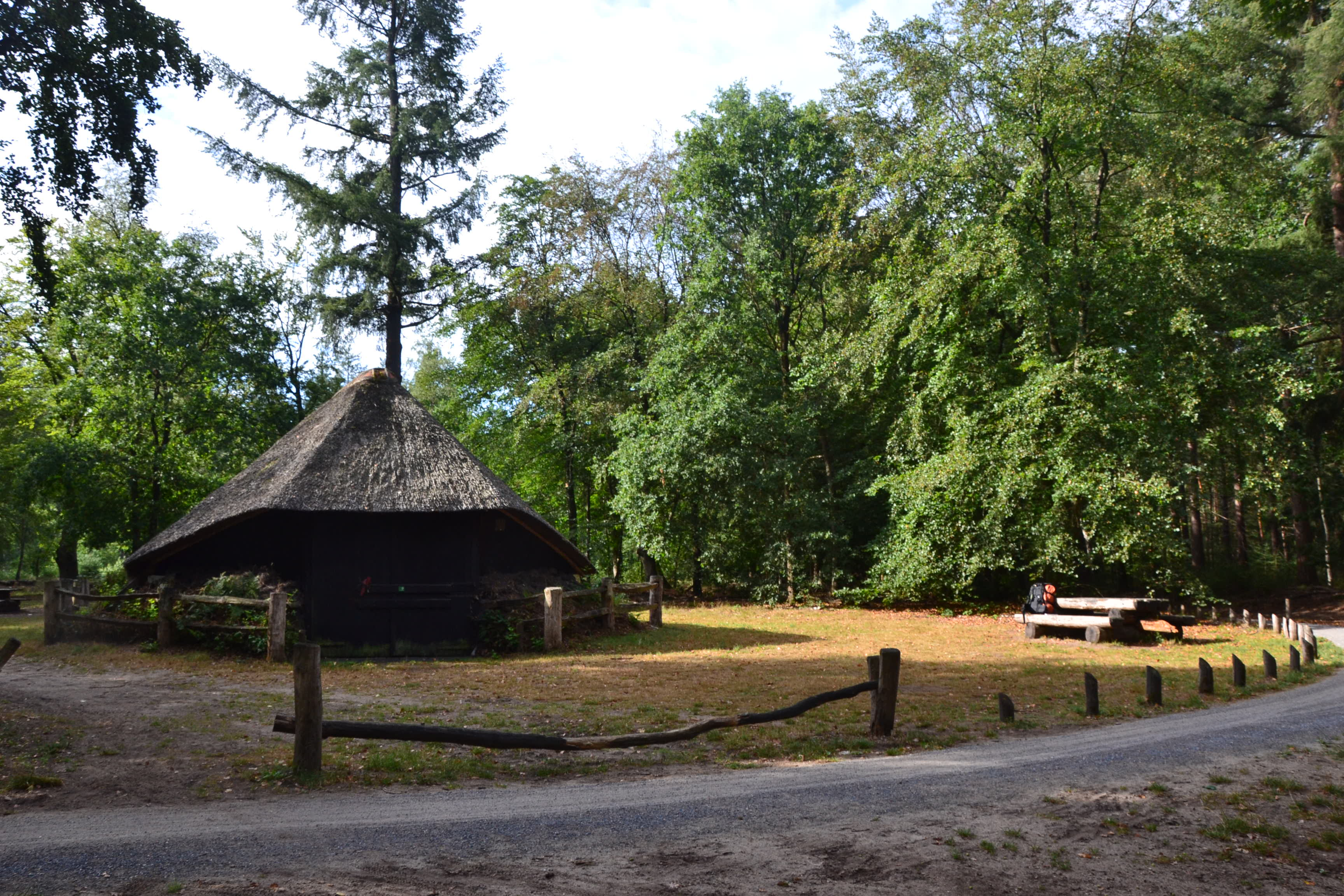
Schaapskooi bij Boeschoten
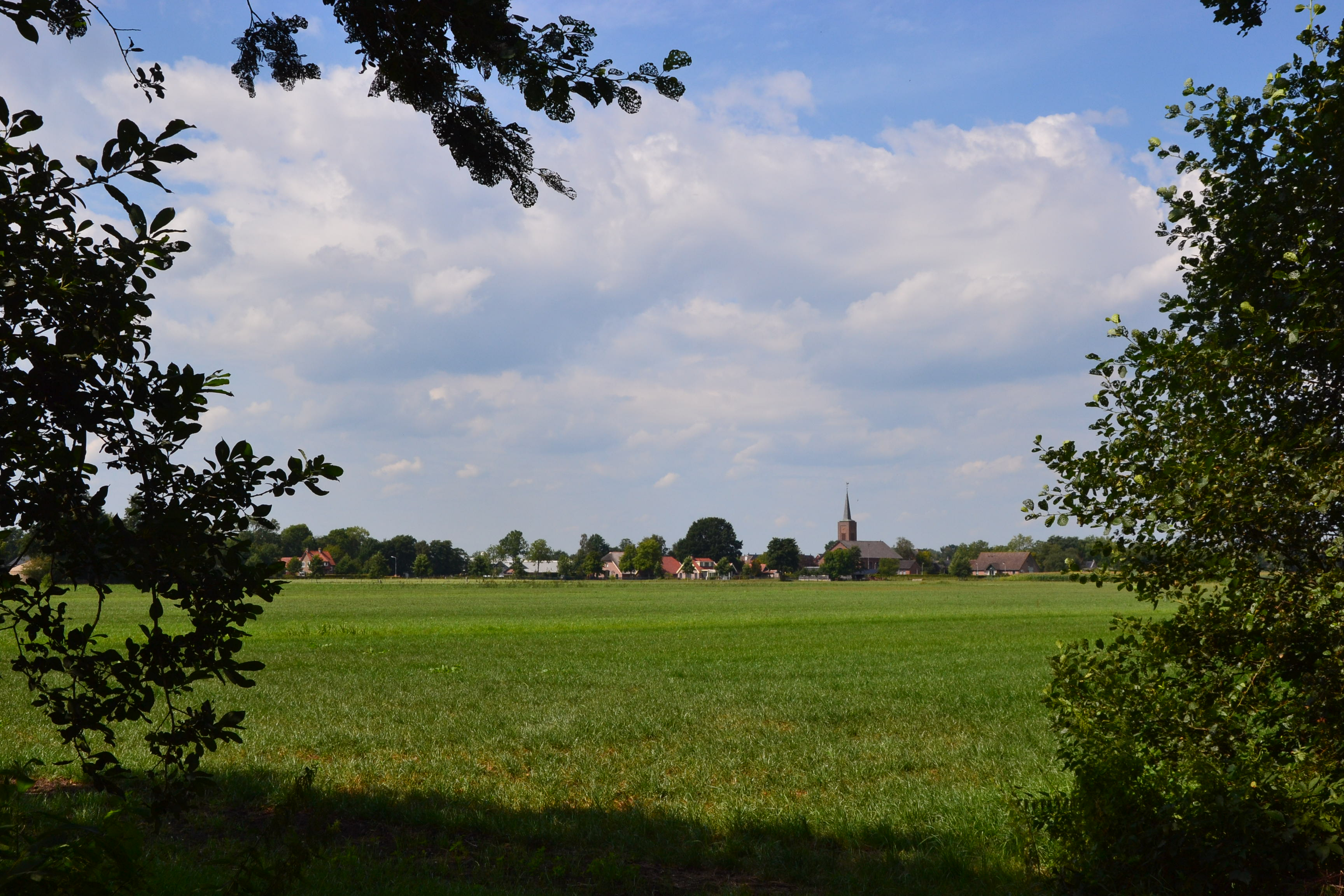
Gezicht op Zwartebroek
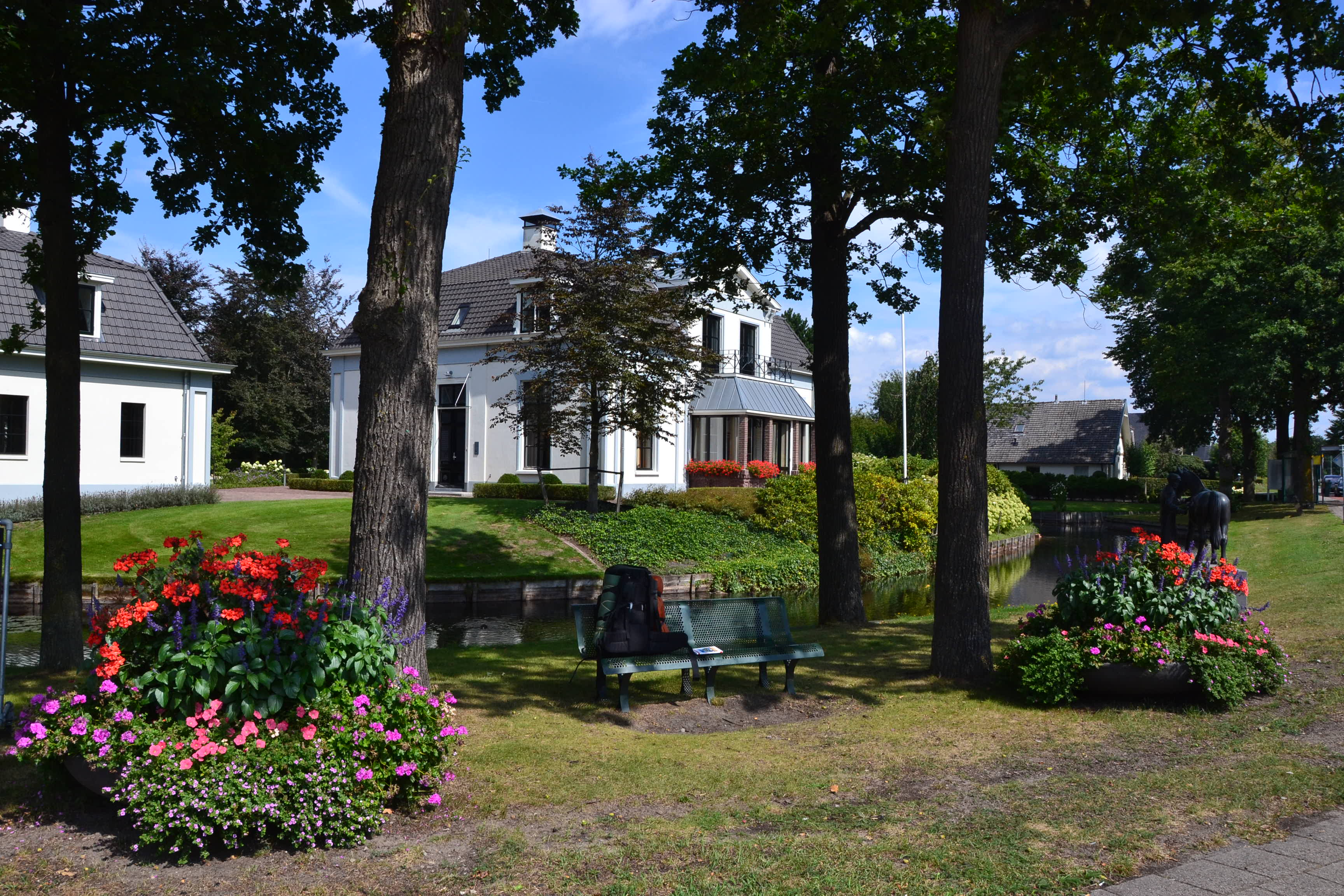
In Terschuur
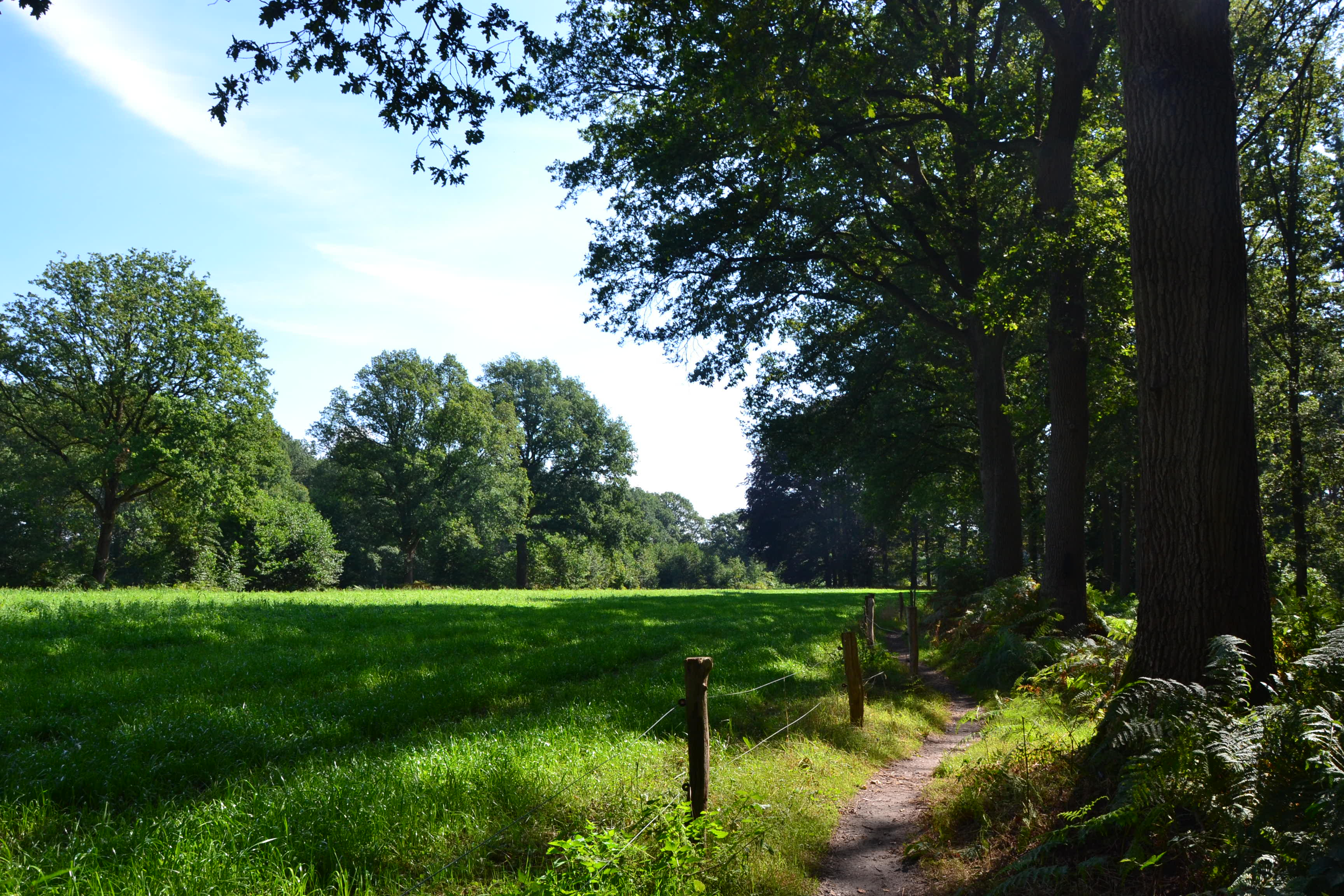
Op landgoed Groot Bylaer
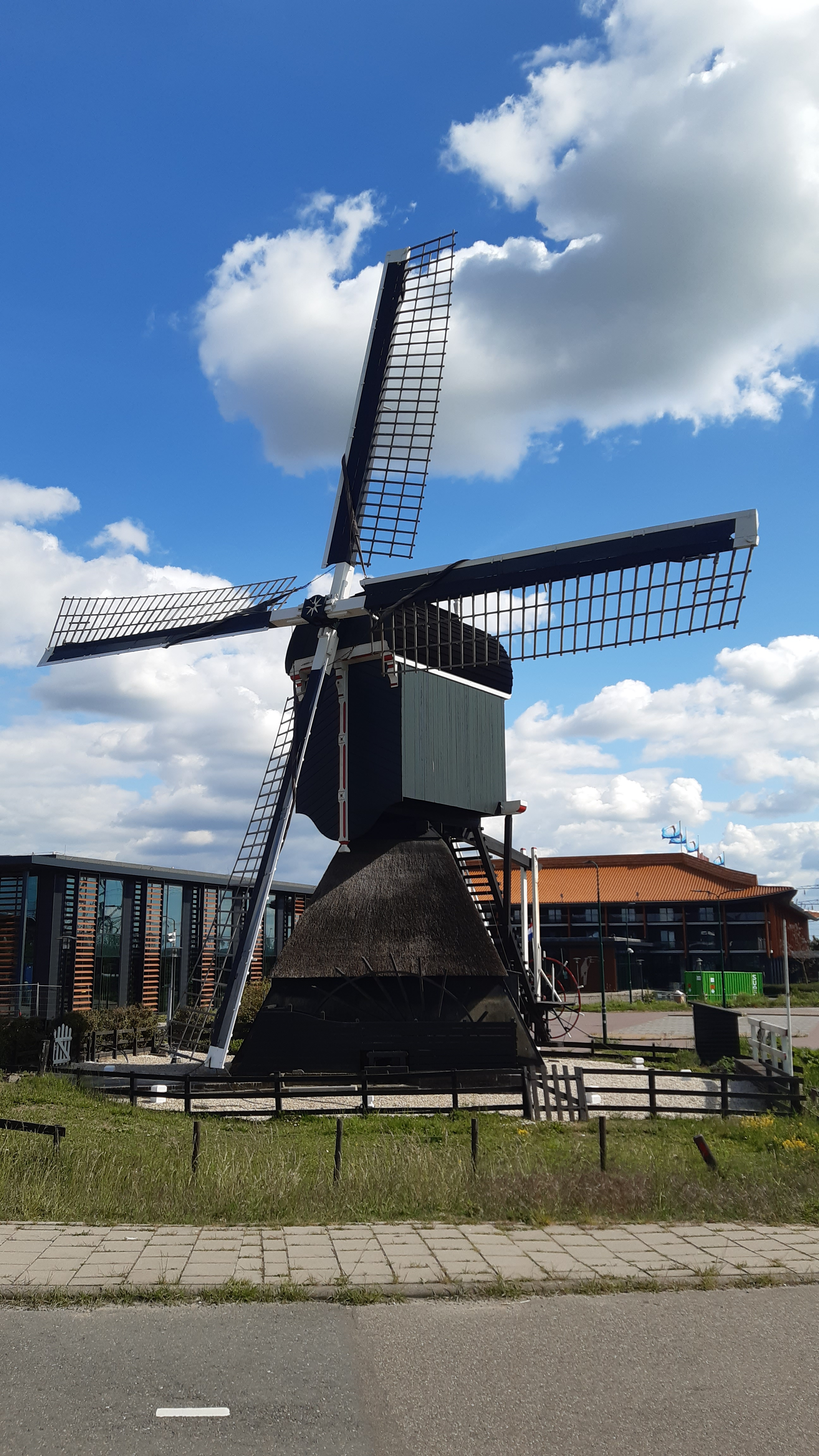
Oud en nieuw bij station Breukelen
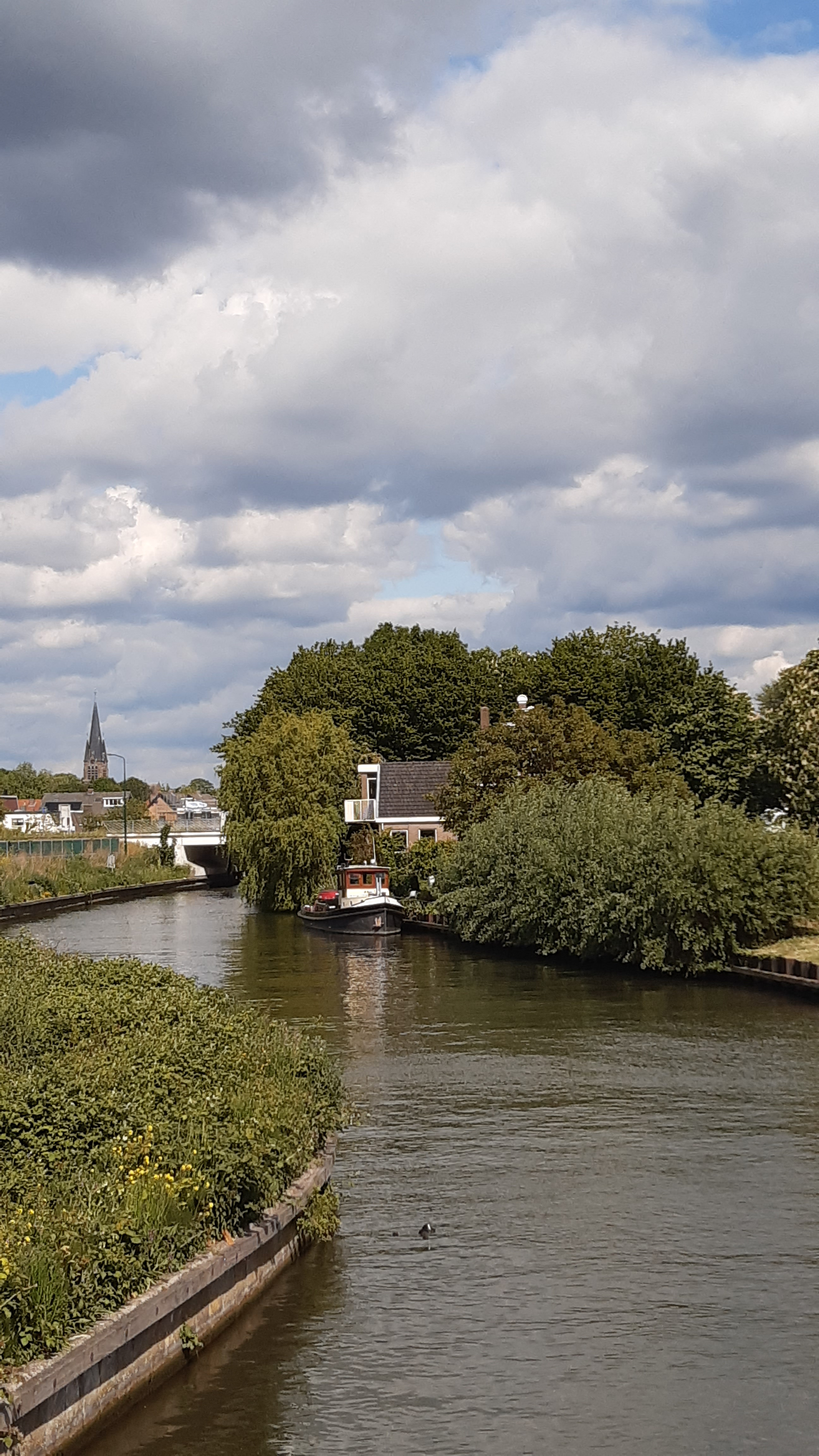
Bij station Breukelen, tussen het station en het Amsterdam-Rijnkanaal
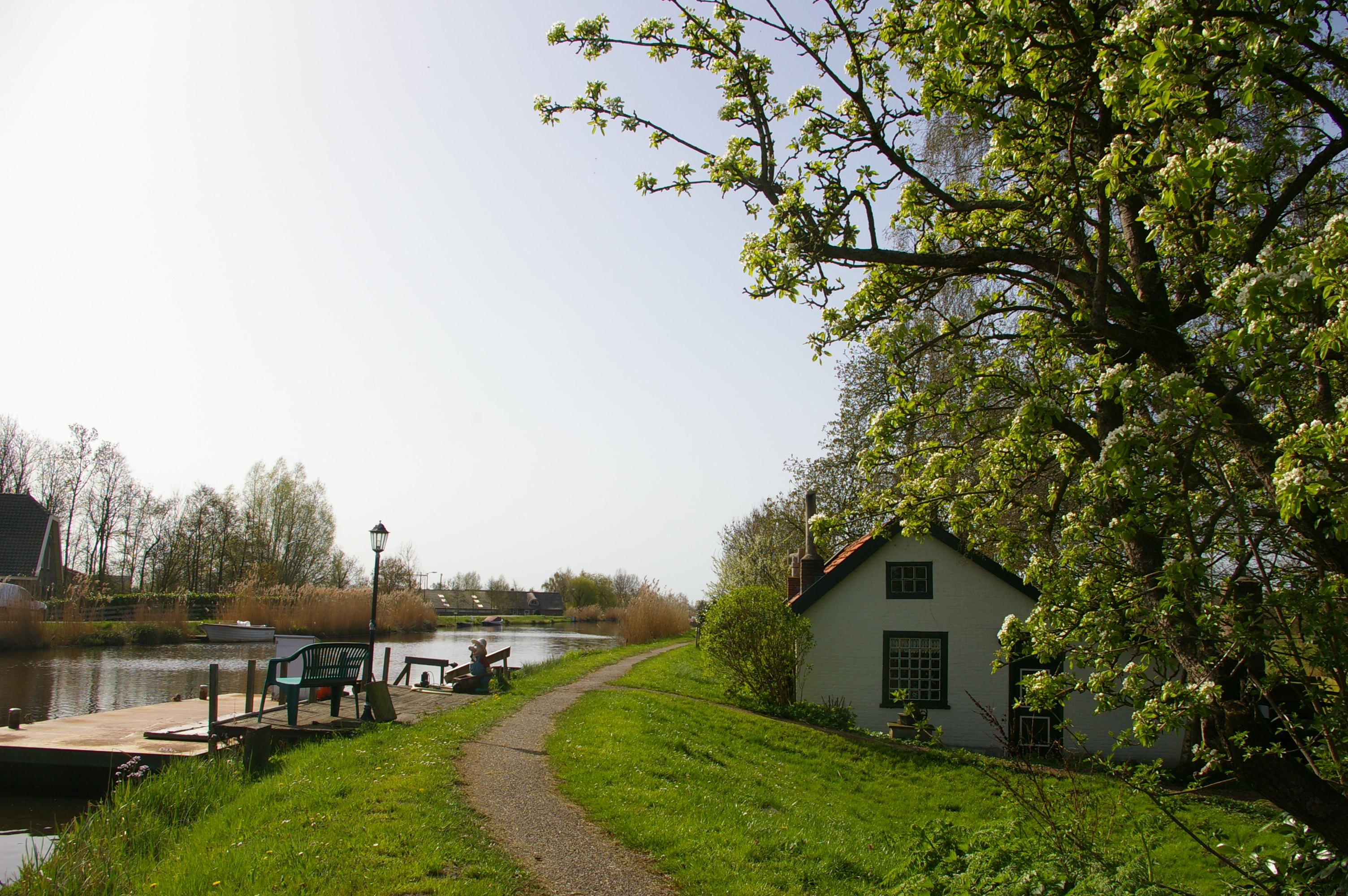
Langs de Kromme Mijdrecht, even ten noorden van Woerdense Verlaat
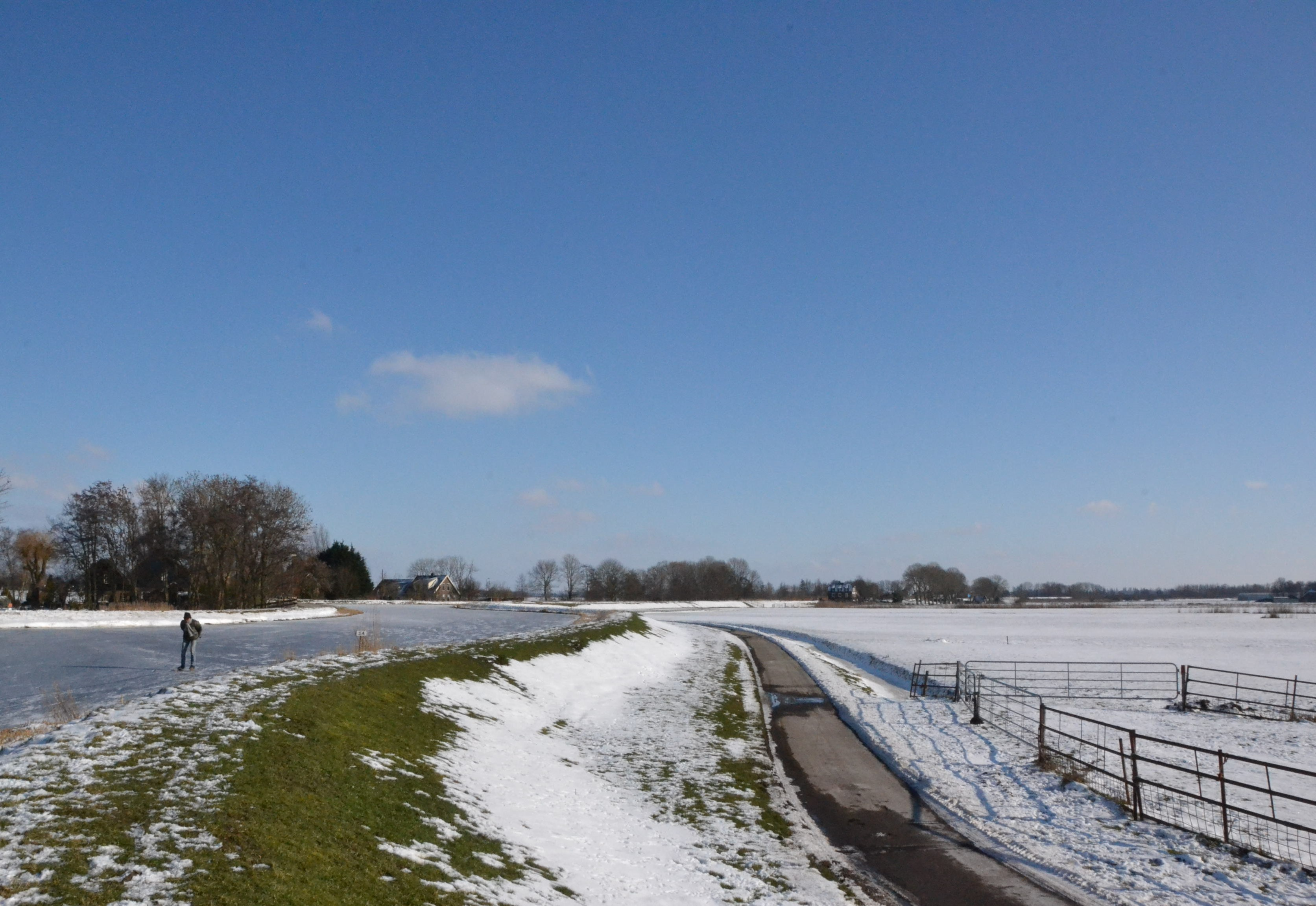
Langs de Kromme Mijdrecht ten zuiden van De Hoef
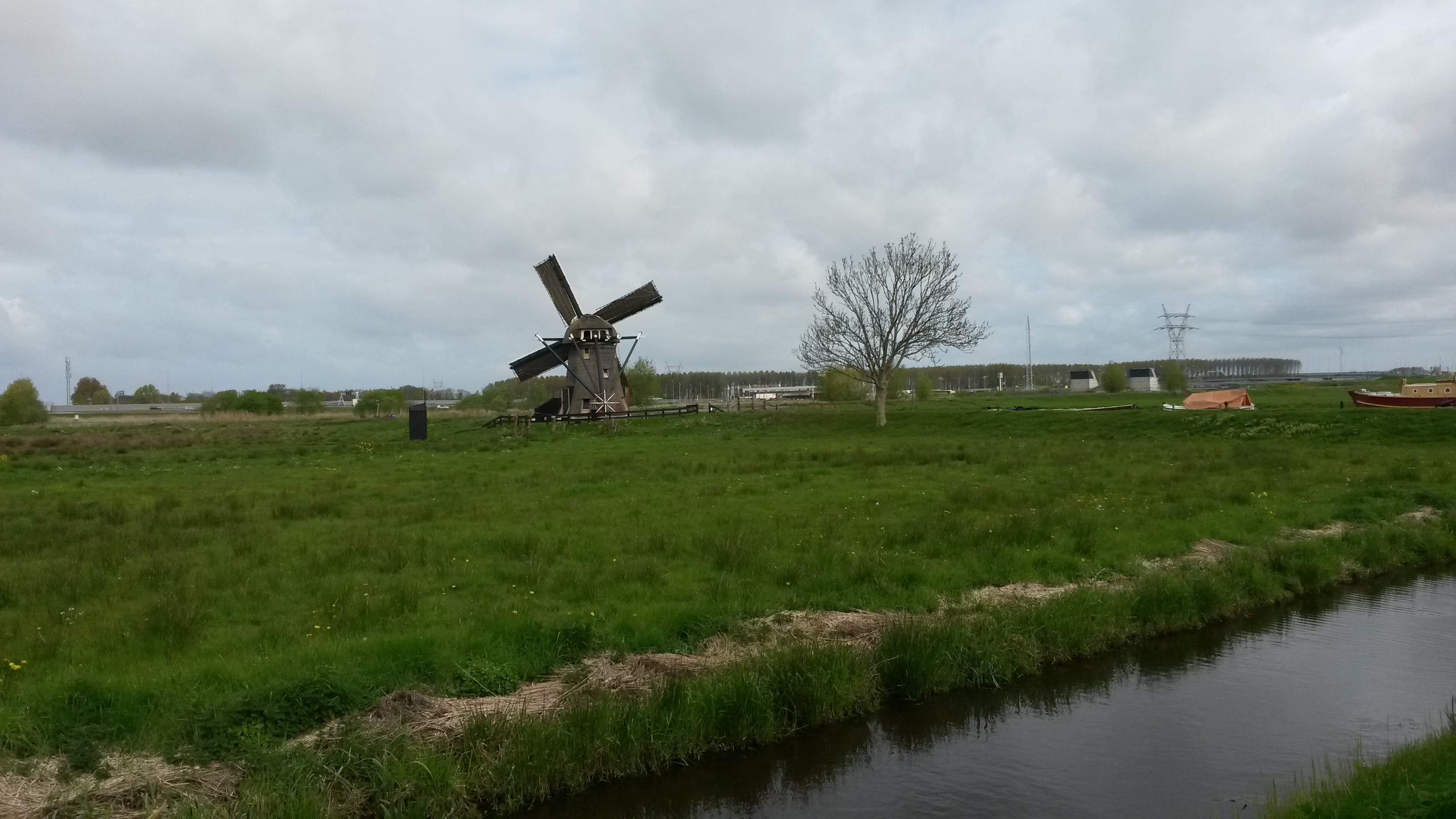
Doeshofmolen
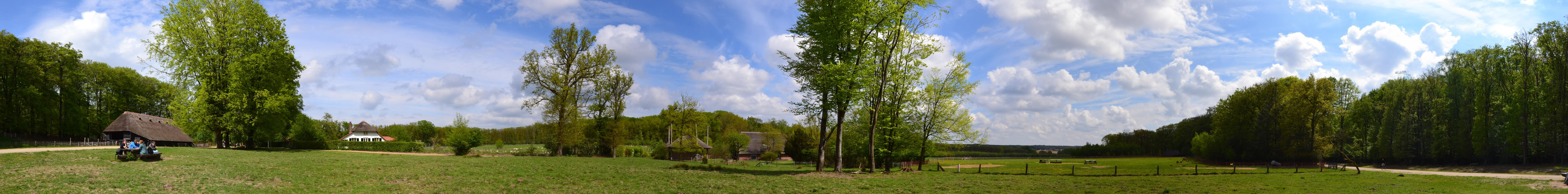
Op de kruising met het Veluwe Zwerfpad bij Hoog Buurlo